# Dicerca aenea
Dicerca aenea es una especie de escarabajo del género Dicerca, familia Buprestidae. Fue descrita científicamente por Linnaeus en 1767.

## Distribución geográfica
Habita en la región paleártica.